# Colombiaans voetbalelftal in 2001
Het Colombiaans voetbalelftal speelde in totaal achttien officiële interlands in het jaar 2001, waaronder zes duels bij de strijd om de Copa América in eigen land, waar de ploeg in de finale met 1-0 te sterk was voor Mexico. Het was de eerste keer in de geschiedenis dat Colombia het Zuid-Amerikaans kampioenschap won. De nationale selectie stond onder leiding van bondscoach Luis Augusto García, maar die moest na het gelijkspel (2-2) tegen Venezuela op 24 april plaatsmaken voor succescoach Francisco Maturana. Op de in 1993 geïntroduceerde FIFA-wereldranglijst steeg Colombia in 2001 van de 15de (januari 2001) naar de 5de plaats (december 2001).

## Balans
| Wedstrijden | Wedstrijden | Wedstrijden | Wedstrijden | Doelpunten | Doelpunten | Doelpunten | Punten |
| Gespeeld    | Winst       | Gelijk      | Verlies     | Voor       | Tegen      | Saldo      | Punten |
| ----------- | ----------- | ----------- | ----------- | ---------- | ---------- | ---------- | ------ |
| 18          | 13          | 3           | 2           | 32         | 13         | +19        | 1.611  |

## Interlands
|                                                       |                                      |       |                                                          |                                                                                      |
| 31 januari Vriendschappelijk № 342 «onderlinge duels» | Mexico                               | 2 – 3 | Colombia                                                 | Memorial Coliseum, Los Angeles Toeschouwers: 20.000 Scheidsrechter: Brian Hall (USA) |
| 31 januari Vriendschappelijk № 342 «onderlinge duels» | Claudio Suárez 9' Luis Hernández 15' |       | 40' Gerardo Bedoya 63' Julián Vásquez 90' Néstor Salazar | Memorial Coliseum, Los Angeles Toeschouwers: 20.000 Scheidsrechter: Brian Hall (USA) |

|                                                       |                  |                     |          |                                                                               |
| 3 februari Vriendschappelijk № 343 «onderlinge duels» | Verenigde Staten | 0 – 1               | Colombia | Orange Bowl, Miami Toeschouwers: 14.169 Scheidsrechter: Rodolfo Sibrían (ESA) |
| 3 februari Vriendschappelijk № 343 «onderlinge duels» |                  | 53' Freddy Grisales |          | Orange Bowl, Miami Toeschouwers: 14.169 Scheidsrechter: Rodolfo Sibrían (ESA) |

|                                                        |                                                        |       |                                                |                                                                                      |
| 28 februari Vriendschappelijk № 344 «onderlinge duels» | Colombia                                               | 3 – 2 | Australië                                      | Estadio El Campín, Bogotá Toeschouwers: 2.071 Scheidsrechter: Hernry Cervantes (COL) |
| 28 februari Vriendschappelijk № 344 «onderlinge duels» | Jorge Serna 10' Néstor Salazar 66' Freddy Grisales 74' |       | 76' (pen.) Steve Corica 89' Scott Chipperfield | Estadio El Campín, Bogotá Toeschouwers: 2.071 Scheidsrechter: Hernry Cervantes (COL) |

|                                                   |                                                  |       |         |                                                                                      |
| 27 maart WK-kwalificatie № 345 «onderlinge duels» | Colombia                                         | 2 – 0 | Bolivia | Estadio El Campín, Bogotá Toeschouwers: 29.998 Scheidsrechter: Wilson Mendonça (BRA) |
| 27 maart WK-kwalificatie № 345 «onderlinge duels» | Juan Pablo Ángel 52' Juan Pablo Ángel 73' (pen.) |       |         | Estadio El Campín, Bogotá Toeschouwers: 29.998 Scheidsrechter: Wilson Mendonça (BRA) |

|                                                   |                                      |       |                                       |                                                                                           |
| 24 april WK-kwalificatie № 346 «onderlinge duels» | Venezuela                            | 2 – 2 | Colombia                              | Estadio Pueblo Nuevo, San Cristobál Toeschouwers: 19.000 Scheidsrechter: Guido Aros (CHI) |
| 24 april WK-kwalificatie № 346 «onderlinge duels» | Alexander Rondón 22' Juan Arango 81' |       | 83' Gerardo Bedoya 87' Víctor Bonilla | Estadio Pueblo Nuevo, San Cristobál Toeschouwers: 19.000 Scheidsrechter: Guido Aros (CHI) |

|                                                 |                                                            |       |          |                                                                                           |
| 3 juni WK-kwalificatie № 347 «onderlinge duels» | Argentinië                                                 | 3 – 0 | Colombia | Estadio Monumental, Buenos Aires Toeschouwers: 44.776 Scheidsrechter: Mario Sánchez (CHI) |
| 3 juni WK-kwalificatie № 347 «onderlinge duels» | Christian González 21' Claudio López 35' Hernán Crespo 38' |       |          | Estadio Monumental, Buenos Aires Toeschouwers: 44.776 Scheidsrechter: Mario Sánchez (CHI) |

| Copa América |
| ------------ |

|                                                       |                                                   |       |           |                                                                                                 |
| 11 juli Copa América Groep A № 348 «onderlinge duels» | Colombia                                          | 2 – 0 | Venezuela | Estadio Metropolitano, Barranquilla Toeschouwers: 45.000 Scheidsrechter: Gilberto Hidalgo (PER) |
| 11 juli Copa América Groep A № 348 «onderlinge duels» | Freddy Grisales 15' Víctor Aristizábal 59' (pen.) |       |           | Estadio Metropolitano, Barranquilla Toeschouwers: 45.000 Scheidsrechter: Gilberto Hidalgo (PER) |

|                                                       |                        |       |         |                                                                                              |
| 14 juli Copa América Groep A № 349 «onderlinge duels» | Colombia               | 1 – 0 | Ecuador | Estadio Metropolitano, Barranquilla Toeschouwers: 30.000 Scheidsrechter: Ubaldo Aquino (PAR) |
| 14 juli Copa América Groep A № 349 «onderlinge duels» | Víctor Aristizábal 29' |       |         | Estadio Metropolitano, Barranquilla Toeschouwers: 30.000 Scheidsrechter: Ubaldo Aquino (PAR) |

|                                                       |                                                   |       |       |                                                                                                |
| 17 juli Copa América Groep A № 350 «onderlinge duels» | Colombia                                          | 2 – 0 | Chili | Estadio Metropolitano, Barranquilla Toeschouwers: 50.000 Scheidsrechter: Jorge Larrionda (URU) |
| 17 juli Copa América Groep A № 350 «onderlinge duels» | Víctor Aristizábal 10' (pen.) Eulalio Arriaga 90' |       |       | Estadio Metropolitano, Barranquilla Toeschouwers: 50.000 Scheidsrechter: Jorge Larrionda (URU) |

|                                                           |                                                                      |       |      |                                                                                        |
| 23 juli Copa América Kwartfinale № 351 «onderlinge duels» | Colombia                                                             | 3 – 0 | Peru | Estadio Centenario, Armenia Toeschouwers: 28.000 Scheidsrechter: Gilberto Alcalá (MEX) |
| 23 juli Copa América Kwartfinale № 351 «onderlinge duels» | Víctor Aristizábal 50' Giovanny Hernández 66' Víctor Aristizábal 69' |       |      | Estadio Centenario, Armenia Toeschouwers: 28.000 Scheidsrechter: Gilberto Alcalá (MEX) |

|                                                            |                                          |       |          |                                                                                        |
| 26 juli Copa América Halve finale № 352 «onderlinge duels» | Colombia                                 | 2 – 0 | Honduras | Estadio Palogrande, Manizales Toeschouwers: 40.000 Scheidsrechter: Mario Sánchez (CHI) |
| 26 juli Copa América Halve finale № 352 «onderlinge duels» | Gerardo Bedoya 6' Víctor Aristizábal 63' |       |          | Estadio Palogrande, Manizales Toeschouwers: 40.000 Scheidsrechter: Mario Sánchez (CHI) |

|                                                      |                  |       |        |                                                                                    |
| 29 juli Copa América Finale № 353 «onderlinge duels» | Colombia         | 1 – 0 | Mexico | Estadio El Campín, Bogotá Toeschouwers: 43.196 Scheidsrechter: Ubaldo Aquino (PAR) |
| 29 juli Copa América Finale № 353 «onderlinge duels» | Iván Córdoba 64' |       |        | Estadio El Campín, Bogotá Toeschouwers: 43.196 Scheidsrechter: Ubaldo Aquino (PAR) |

|  |  |  |  |  |  |  |  |  |

|                                                       |                                 |       |                  |                                                                                          |
| 4 augustus Vriendschappelijk № 354 «onderlinge duels» | Colombia                        | 2 – 1 | Liberia          | Giants Stadium, East Rutherford Toeschouwers: 41.794 Scheidsrechter: Richard Grady (USA) |
| 4 augustus Vriendschappelijk № 354 «onderlinge duels» | Óscar Díaz 5' Elson Becerra 28' |       | 36' James Debbah | Giants Stadium, East Rutherford Toeschouwers: 41.794 Scheidsrechter: Richard Grady (USA) |

|                                                      |          |                            |      |                                                                                   |
| 16 augustus WK-kwalificatie № 355 «onderlinge duels» | Colombia | 0 – 1                      | Peru | Estadio El Campín, Bogotá Toeschouwers: 40.000 Scheidsrechter: Felipe Ramos (MEX) |
| 16 augustus WK-kwalificatie № 355 «onderlinge duels» |          | 47' (pen.) Norberto Solano |      | Estadio El Campín, Bogotá Toeschouwers: 40.000 Scheidsrechter: Felipe Ramos (MEX) |

|                                                      |          |       |         |                                                                                       |
| 5 september WK-kwalificatie № 355 «onderlinge duels» | Colombia | 0 – 0 | Ecuador | Estadio El Campín, Bogotá Toeschouwers: 30.000 Scheidsrechter: Youssuf Al Aqily (KSA) |
| 5 september WK-kwalificatie № 355 «onderlinge duels» |          |       |         | Estadio El Campín, Bogotá Toeschouwers: 30.000 Scheidsrechter: Youssuf Al Aqily (KSA) |

|                                                    |                                |       |                         |                                                                                             |
| 7 oktober WK-kwalificatie № 357 «onderlinge duels» | Uruguay                        | 1 – 1 | Colombia                | Estadio Centenario, Montevideo Toeschouwers: 65.000 Scheidsrechter: Pierluigi Collina (ITA) |
| 7 oktober WK-kwalificatie № 357 «onderlinge duels» | Federico Magallanes 34' (pen.) |       | 67' Arnulfo Valentierra | Estadio Centenario, Montevideo Toeschouwers: 65.000 Scheidsrechter: Pierluigi Collina (ITA) |

|                                                     |                                                                      |       |                   |                                                                                     |
| 7 november WK-kwalificatie № 358 «onderlinge duels» | Colombia                                                             | 3 – 1 | Chili             | Estadio El Campín, Bogotá Toeschouwers: 16.147 Scheidsrechter: Daniel Giménez (ARG) |
| 7 november WK-kwalificatie № 358 «onderlinge duels» | Freddy Grisales 19' Juan Pablo Ángel 66' (pen.) Jersson González 68' |       | 38' Jaime Riveros | Estadio El Campín, Bogotá Toeschouwers: 16.147 Scheidsrechter: Daniel Giménez (ARG) |

|                                                      |          |                                                                                                 |          |                                                                                               |
| 14 november WK-kwalificatie № 359 «onderlinge duels» | Paraguay | 0 – 4                                                                                           | Colombia | Estadio Defensores del Chaco, Asunción Toeschouwers: 23.000 Scheidsrechter: Graham Poll (ENG) |
| 14 november WK-kwalificatie № 359 «onderlinge duels» |          | 24' Víctor Aristizábal 32' (pen.) Víctor Aristizábal 60' Víctor Aristizábal 81' Rafael Castillo |          | Estadio Defensores del Chaco, Asunción Toeschouwers: 23.000 Scheidsrechter: Graham Poll (ENG) |

## FIFA-wereldranglijst
| JAN | FEB | MAR | APR | MEI | JUN | JUL | AUG | SEP | OKT | NOV | DEC |
| --- | --- | --- | --- | --- | --- | --- | --- | --- | --- | --- | --- |
| 15  | 15  | 15  | 15  | 16  | 18  | 14  | 6   | 7   | 8   | 5   | 5   |

## Statistieken
| Óscar Córdoba         | 1970-02-03 | AC Perugia             | 12 | 0 | 0 | 61 | 0  |
| Faryd Mondragón       | 1971-06-21 | Galatasaray            | 3  | 0 | 0 | 29 | 0  |
| Miguel Ángel Calero   | 1971-04-14 | CF Pachuca             | 2  | 0 | 0 | 28 | 0  |
| Juan Carlos Henao     | 1971-12-30 | Once Caldas            | 1  | 0 | 0 | 2  | 0  |
| Verdediging           |            |                        |    |   |   |    |    |
| Gerardo Bedoya        | 1975-11-26 | Racing Club            | 14 | 0 | 3 | 22 | 4  |
| Mario Yepes           | 1976-01-13 | FC Nantes              | 13 | 0 | 0 | 25 | 0  |
| Iván Córdoba          | 1976-08-11 | Inter Milaan           | 10 | 0 | 1 | 40 | 5  |
| Jersson González      | 1975-02-16 | Galatasaray            | 7  | 2 | 1 | 13 | 1  |
| Iván López            | 1978-05-13 | Independiente Santa Fe | 6  | 2 | 0 | 9  | 0  |
| Arley Dinas           | 1974-05-16 | Shonan Bellmare        | 5  | 0 | 0 | 21 | 0  |
| Roberto Carlos Cortés | 1977-07-20 | Independiente Medellín | 4  | 3 | 0 | 20 | 0  |
| Fabián Vargas         | 1980-04-17 | América de Cali        | 4  | 0 | 0 | 5  | 0  |
| Andrés Orozco         | 1979-03-18 | Independiente Medellín | 3  | 0 | 0 | 3  | 0  |
| Wilmer Ortegon        | 1974-03-02 | Deportivo Cali         | 2  | 0 | 0 | 2  | 0  |
| Gerardo Vallejo       | 1976-12-03 | Deportivo Cali         | 2  | 0 | 0 | 2  | 0  |
| Jorge Bermúdez        | 1971-06-18 | Olympiakos Piraeus     | 1  | 0 | 0 | 56 | 3  |
| Alex Fernández        | 1970-01-22 | Millonarios            | 1  | 0 | 0 | 2  | 0  |
| Pablo Navarro         | 1978-09-22 | América de Cali        | 1  | 0 | 0 | 1  | 0  |
| Rubiel Quintana       | 1978-06-26 | CA Belgrano            | 0  | 3 | 0 | 13 | 0  |
| Luis Asprilla         | 1976-12-06 | América de Cali        | 0  | 1 | 0 | 1  | 0  |
| Middenveld            |            |                        |    |   |   |    |    |
| Freddy Grisales       | 1975-09-22 | Atlético Nacional      | 14 | 0 | 4 | 28 | 4  |
| Giovanni Hernández    | 1976-06-16 | Deportivo Cali         | 8  | 0 | 1 | 11 | 1  |
| Juan Carlos Ramírez   | 1972-03-22 | Atlético Junior        | 7  | 1 | 0 | 15 | 0  |
| John Javier Restrepo  | 1977-08-22 | Independiente Medellín | 6  | 1 | 0 | 7  | 0  |
| Alexander Viveros     | 1977-10-08 | Racing Club            | 5  | 1 | 0 | 22 | 2  |
| Mauricio Serna        | 1968-01-22 | Boca Juniors           | 5  | 0 | 0 | 51 | 2  |
| Jorge Bolaño          | 1977-04-28 | AC Parma               | 3  | 0 | 0 | 34 | 2  |
| Gonzalo Martínez      | 1975-11-30 | Udinese                | 3  | 0 | 0 | 18 | 1  |
| Mauricio Molina       | 1980-04-30 | Independiente Santa Fe | 2  | 5 | 0 | 7  | 0  |
| Arnulfo Valentierra   | 1974-08-16 | Once Caldas            | 2  | 1 | 1 | 5  | 1  |
| Felipe Arce           | 1978-09-10 | Deportivo Cali         | 2  | 0 | 0 | 2  | 0  |
| Luis Alberto García   | 1975-04-15 | América de Cali        | 2  | 0 | 0 | 7  | 0  |
| Neider Morantes       | 1975-08-03 | CD Irapuato            | 2  | 0 | 0 | 18 | 4  |
| Oscar Restrepo        | 1974-01-02 | Atlético Nacional      | 2  | 0 | 0 | 6  | 0  |
| David Ferreira        | 1979-08-09 | América de Cali        | 1  | 6 | 0 | 7  | 0  |
| Óscar Díaz            | 1972-06-06 | Deportivo Cortuluá     | 1  | 1 | 1 | 2  | 1  |
| Franky Oviedo         | 1973-09-21 | Club América           | 1  | 0 | 0 | 13 | 1  |
| Hernando Patiño       | 1973-04-02 | Deportivo Cali         | 1  | 0 | 0 | 1  | 0  |
| Freddy Rincón         | 1966-08-14 | Cruzeiro               | 1  | 0 | 0 | 84 | 17 |
| Leonardo Rojano       | 1981-01-02 | Atlético Junior        | 1  | 0 | 0 | 1  | 0  |
| Luis Chará            | 1981-01-06 | Atlético Nacional      | 0  | 1 | 0 | 1  | 0  |
| Andrés Pérez          | 1980-09-05 | Millonarios            | 0  | 1 | 0 | 1  | 0  |
| Aanval                |            |                        |    |   |   |    |    |
| Victor Aristizábal    | 1971-12-09 | Deportivo Cali         | 11 | 0 | 0 | 60 | 6  |
| Elkin Murillo         | 1977-09-20 | Deportivo Cali         | 6  | 2 | 0 | 8  | 0  |
| Juan Pablo Ángel      | 1975-10-24 | Aston Villa            | 5  | 0 | 3 | 18 | 5  |
| Faustino Asprilla     | 1969-11-10 | CF Atlante             | 5  | 0 | 0 | 55 | 20 |
| Jairo Castillo        | 1977-11-17 | América de Cali        | 2  | 2 | 0 | 8  | 0  |
| Néstor Salazar        | 1973-12-19 | Atlético Nacional      | 2  | 1 | 2 | 4  | 2  |
| Víctor Bonilla        | 1971-01-23 | FC Nantes              | 2  | 0 | 1 | 17 | 5  |
| Julián Vásquez        | 1972-09-05 | América de Cali        | 2  | 0 | 1 | 2  | 1  |
| Carlos Castro         | 1970-08-17 | Necaxa                 | 1  | 4 | 0 | 10 | 0  |
| Elson Becerra         | 1978-04-26 | Deportes Tolima        | 1  | 3 | 1 | 5  | 1  |
| Jorge Serna           | 1979-10-29 | Independiente Medellín | 1  | 0 | 1 | 1  | 1  |
| Eudalio Arriaga       | 1975-09-19 | Atlético Junior        | 0  | 6 | 1 | 6  | 1  |
| Rafael Castillo       | 1980-06-06 | Deportivo Pereira      | 0  | 2 | 1 | 2  | 1  |
| Orlando Ballesteros   | 1972-10-24 | Atlético Junior        | 0  | 1 | 0 | 5  | 1  |
| Leonardo Mina Polo    | 1977-01-05 | Deportivo Cali         | 0  | 1 | 0 | 1  | 0  |

Colfútbol · A-internationals · Selecties · Statistieken · Bondscoaches · Colombiaans vrouwenelftal · Olympisch elftal · Colombia U20 · Colombia U17
1938 – 1949 ·
1950 – 1959 ·
1960 – 1969 ·
1970 – 1979 ·
1980 – 1989 ·
1990 – 1999 ·
2000 – 2009 ·
2010 – 2019 ·
2020 – 2029
WK 1962 · 
WK 1990 · 
WK 1994 · 
WK 1998 · 
WK 2014 · 
WK 2018
OS 1968 · 
OS 1972 · 
OS 1980 · 
OS 1992 · 
OS 2016
1938 · 
1939 · 1940 · 1941 · 1942 · 1943 · 1944 · 
1946 · 
1947 · 
1948 · 
1949 · 
1950 · 1951 · 1952 · 1953 · 1954 · 1955 · 1956 · 
1957 · 
1958 · 1959 · 1960 · 
1961 · 
1962 · 
1963 · 
1964 · 
1965 · 
1966 · 
1967 · 
1968 · 
1969 · 
1970 · 
1971 · 
1972 · 
1973 · 
1974 · 
1975 · 
1976 · 
1977 · 
1978 · 
1979 · 
1980 · 
1981 · 
1982 · 
1983 · 
1984 · 
1985 · 
1986 · 
1987 · 
1988 · 
1989 · 
1990 ·
1991 · 
1992 · 
1993 · 
1994 · 
1995 · 
1996 · 
1997 · 
1998 · 
1999 · 
2000 · 
2001 · 
2002 · 
2003 · 
2004 · 
2005 · 
2006 · 
2007 · 
2008 · 
2009 · 
2010 · 
2011 · 
2012 · 
2013 · 
2014 · 
2015 · 
2016 · 
2017 ·
2018 ·
2019 ·
2020 ·
2021
Algerije ·
Argentinië ·
Australië ·
Bahrein ·
België ·
Bolivia · 
Brazilië ·
Canada ·
Chili ·
China · 
Costa Rica ·
Cuba ·
DDR ·
Duitsland ·
Ecuador ·
Egypte ·
El Salvador ·
Engeland ·
Finland ·
Frankrijk ·
Griekenland ·
Guatemala · 
Haïti ·
Honduras ·
Hongarije ·
Hongkong ·
Ierland ·
Irak ·
Israël ·
Ivoorkust ·
Jamaica ·
Japan ·
Joegoslavië ·
Jordanië ·
Kameroen ·
Koeweit · 
Liberia · 
Marokko ·
Mexico ·
Montenegro ·
Nederland ·
Nederlandse Antillen ·
Nicaragua ·
Nieuw-Zeeland · 
Nigeria ·
Noord-Ierland ·
Noorwegen ·
Panama ·
Paraguay ·
Peru ·
Polen ·
Puerto Rico ·
Qatar ·
Roemenië ·
Saoedi-Arabië ·
Schotland ·
Senegal ·
Servië ·
Slovenië ·
Slowakije ·
Sovjet-Unie ·
Spanje ·
Trinidad en Tobago ·
Tsjecho-Slowakije ·
Tunesië · 
Turkije · 
Uruguay ·
Venezuela ·
Verenigde Arabische Emiraten · 
Verenigde Staten ·
Zuid-Afrika ·
Zuid-Korea ·
Zweden ·
Zwitserland
Brazilië (2014) ·
Engeland (2018) ·
Griekenland (2014) ·
Ivoorkust (2014) ·
Japan (2014) ·
Japan (2018) ·
Polen (2018) ·
Senegal (2018) ·
Uruguay (2014)